# Tour de California femenino 2017
La 3.ª edición del Tour de California femenino (oficialmente: Amgen Tour of California Women’s Race) se celebró en Estados Unidos entre el 11 y el 14 de mayo de 2017 con inicio en la ciudad de South Lake Tahoe y final en la ciudad de Sacramento en el estado de California. El recorrido consistió de un total de 4 etapas sobre una distancia total de 413 km.
La carrera hizo parte del UCI WorldTour Femenino 2017 como competencia de categoría 2.WWT del calendario ciclístico de máximo nivel mundial siendo la décima carrera de dicho circuito y fue ganada por la ciclista neerlandesa Anna van der Breggen del equipo Boels Dolmans. El podio lo completaron la estadounidense Katie Hall del equipo UnitedHealthcare y la cubana Arlenis Sierra del equipo Astana Women's Team.

## Equipos participantes
| Equipos femeninos (16)- Astana Women's Team - BePink Cogeas - Boels Dolmans - Canyon Sram Racing - Colavita-Bianchi - Cylance Pro Cycling - Drops - Hagens Berman-Supermint - Lares-Waowdeals Women Cycling Team - Rally Cycling - Sho-Air Twenty20 - Sunweb - Team Tibco-Silicon Valley Bank - UnitedHealthcare - Visit Dallas DNA - Wiggle High5 Equipo nacional- Estados Unidos |
| |

## Etapas
| Etapa     | Fecha     | Recorrido                           | type             | Distancia (km) | Ganador          | Líder                |
| --------- | --------- | ----------------------------------- | ---------------- | -------------- | ---------------- | -------------------- |
| 1.ª etapa | 11 de may | South Lake Tahoe – South Lake Tahoe | etapa escarpada  | 117            | Megan Guarnier   | Megan Guarnier       |
| 2.ª etapa | 12 de may | South Lake Tahoe – South Lake Tahoe | etapa de montaña | 108            | Katie Hall       | Katie Hall           |
| 3.ª etapa | 13 de may | Elk Grove – Sacramento              | etapa llana      | 118            | Coryn Rivera     | Katie Hall           |
| 4.ª etapa | 14 de may | Sacramento – Sacramento             | etapa llana      | 70             | Giorgia Bronzini | Anna van der Breggen |

## Desarrollo de la carrera

### 1.ª etapa
| \| Clasificación de la etapa \| Clasificación de la etapa \| Clasificación de la etapa \| Clasificación de la etapa \| Clasificación de la etapa \| \| Ciclista \| Ciclista \| Equipo \| Tiempo \| \| \| ------------------------- \| ------------------------- \| ----------------------------- \| ------------------------- \| ------------------------- \| \| 1.ª \| Megan Guarnier \| Boels Dolmans \| 3 h 03 min 48 s \| \| \| 2.ª \| Anna van der Breggen \| Boels Dolmans \| + 4 s \| \| \| 3.ª \| Arlenis Sierra \| Astana Women's Team \| + 7 s \| \| \| 4.ª \| Ruth Winder \| UnitedHealthcare Women's Team \| + 10 s \| \| \| 5.ª \| Kristabel Doebel-Hickok \| Cylance \| + 10 s \| \| \| 6.ª \| Lauren Stephens \| Tibco-Silicon Valley Bank \| + 14 s \| \| \| 7.ª \| Lex Albrecht \| Tibco-Silicon Valley Bank \| + 17 s \| \| \| 8.ª \| Coryn Rivera \| Sunweb \| + 20 s \| \| \| 9.ª \| Katie Hall \| UnitedHealthcare Women's Team \| + 20 s \| \| \| 10.ª \| Alena Amialiusik \| Canyon-SRAM Racing \| + 22 s \| \| |                         |                               |                 |
| |                         |                               |                 |
| Fuente: Cycling Quotient |                         |                               |                 |
| Clasificación de la etapa |                         |                               |                 |
| Ciclista | Ciclista                | Equipo                        | Tiempo          |
| 1.ª | Megan Guarnier          | Boels Dolmans                 | 3 h 03 min 48 s |
| 2.ª | Anna van der Breggen    | Boels Dolmans                 | + 4 s           |
| 3.ª | Arlenis Sierra          | Astana Women's Team           | + 7 s           |
| 4.ª | Ruth Winder             | UnitedHealthcare Women's Team | + 10 s          |
| 5.ª | Kristabel Doebel-Hickok | Cylance                       | + 10 s          |
| 6.ª | Lauren Stephens         | Tibco-Silicon Valley Bank     | + 14 s          |
| 7.ª | Lex Albrecht            | Tibco-Silicon Valley Bank     | + 17 s          |
| 8.ª | Coryn Rivera            | Sunweb                        | + 20 s          |
| 9.ª | Katie Hall              | UnitedHealthcare Women's Team | + 20 s          |
| 10.ª | Alena Amialiusik        | Canyon-SRAM Racing            | + 22 s          |

| \| Clasificación general \| Clasificación general \| Clasificación general \| Clasificación general \| Clasificación general \| \| Ciclista \| Ciclista \| Equipo \| Tiempo \| \| \| --------------------- \| ----------------------- \| ----------------------------- \| --------------------- \| --------------------- \| \| 1.ª \| Megan Guarnier \| Boels Dolmans \| 3 h 03 min 38 s \| \| \| 2.ª \| Anna van der Breggen \| Boels Dolmans \| + 8 s \| \| \| 3.ª \| Arlenis Sierra \| Astana Women's Team \| + 11 s \| \| \| 4.ª \| Ruth Winder \| UnitedHealthcare Women's Team \| + 20 s \| \| \| 5.ª \| Kristabel Doebel-Hickok \| Cylance \| + 20 s \| \| \| 6.ª \| Lauren Stephens \| Tibco-Silicon Valley Bank \| + 24 s \| \| \| 7.ª \| Lex Albrecht \| Tibco-Silicon Valley Bank \| + 27 s \| \| \| 8.ª \| Coryn Rivera \| Sunweb \| + 30 s \| \| \| 9.ª \| Katie Hall \| UnitedHealthcare Women's Team \| + 30 s \| \| \| 10.ª \| Alena Amialiusik \| Canyon-SRAM Racing \| + 32 s \| \| |                         |                               |                 |
| |                         |                               |                 |
| Fuente: Cycling Quotient |                         |                               |                 |
| Clasificación general |                         |                               |                 |
| Ciclista | Ciclista                | Equipo                        | Tiempo          |
| 1.ª | Megan Guarnier          | Boels Dolmans                 | 3 h 03 min 38 s |
| 2.ª | Anna van der Breggen    | Boels Dolmans                 | + 8 s           |
| 3.ª | Arlenis Sierra          | Astana Women's Team           | + 11 s          |
| 4.ª | Ruth Winder             | UnitedHealthcare Women's Team | + 20 s          |
| 5.ª | Kristabel Doebel-Hickok | Cylance                       | + 20 s          |
| 6.ª | Lauren Stephens         | Tibco-Silicon Valley Bank     | + 24 s          |
| 7.ª | Lex Albrecht            | Tibco-Silicon Valley Bank     | + 27 s          |
| 8.ª | Coryn Rivera            | Sunweb                        | + 30 s          |
| 9.ª | Katie Hall              | UnitedHealthcare Women's Team | + 30 s          |
| 10.ª | Alena Amialiusik        | Canyon-SRAM Racing            | + 32 s          |

### 2.ª etapa
| \| Clasificación de la etapa \| Clasificación de la etapa \| Clasificación de la etapa \| Clasificación de la etapa \| Clasificación de la etapa \| \| Ciclista \| Ciclista \| Equipo \| Tiempo \| \| \| ------------------------- \| ------------------------- \| ----------------------------- \| ------------------------- \| ------------------------- \| \| 1.ª \| Katie Hall \| UnitedHealthcare Women's Team \| 3 h 09 min 56 s \| \| \| 2.ª \| Anna van der Breggen \| Boels Dolmans \| + 21 s \| \| \| 3.ª \| Kristabel Doebel-Hickok \| Cylance \| + 37 s \| \| \| 4.ª \| Ruth Winder \| UnitedHealthcare Women's Team \| + 37 s \| \| \| 5.ª \| Megan Guarnier \| Boels Dolmans \| + 49 s \| \| \| 6.ª \| Arlenis Sierra \| Astana Women's Team \| + 49 s \| \| \| 7.ª \| Coryn Rivera \| Sunweb \| + 49 s \| \| \| 8.ª \| Lauren Stephens \| Tibco-Silicon Valley Bank \| + 49 s \| \| \| 9.ª \| Tayler Wiles \| UnitedHealthcare Women's Team \| + 58 s \| \| \| 10.ª \| Alena Amialiusik \| Canyon-SRAM Racing \| + 1 min 05 s \| \| |                         |                               |                 |
| |                         |                               |                 |
| Fuentes: s_Race_empowered_2017_Stage_2 ProCyclingStats Cycling Quotient |                         |                               |                 |
| Clasificación de la etapa |                         |                               |                 |
| Ciclista | Ciclista                | Equipo                        | Tiempo          |
| 1.ª | Katie Hall              | UnitedHealthcare Women's Team | 3 h 09 min 56 s |
| 2.ª | Anna van der Breggen    | Boels Dolmans                 | + 21 s          |
| 3.ª | Kristabel Doebel-Hickok | Cylance                       | + 37 s          |
| 4.ª | Ruth Winder             | UnitedHealthcare Women's Team | + 37 s          |
| 5.ª | Megan Guarnier          | Boels Dolmans                 | + 49 s          |
| 6.ª | Arlenis Sierra          | Astana Women's Team           | + 49 s          |
| 7.ª | Coryn Rivera            | Sunweb                        | + 49 s          |
| 8.ª | Lauren Stephens         | Tibco-Silicon Valley Bank     | + 49 s          |
| 9.ª | Tayler Wiles            | UnitedHealthcare Women's Team | + 58 s          |
| 10.ª | Alena Amialiusik        | Canyon-SRAM Racing            | + 1 min 05 s    |

| \| Clasificación general \| Clasificación general \| Clasificación general \| Clasificación general \| Clasificación general \| \| Ciclista \| Ciclista \| Equipo \| Tiempo \| \| \| --------------------- \| ----------------------- \| ----------------------------- \| --------------------- \| --------------------- \| \| 1.ª \| Katie Hall \| UnitedHealthcare Women's Team \| 6 h 13 min 54 s \| \| \| 2.ª \| Anna van der Breggen \| Boels Dolmans \| + 3 s \| \| \| 3.ª \| Megan Guarnier \| Boels Dolmans \| + 29 s \| \| \| 4.ª \| Kristabel Doebel-Hickok \| Cylance \| + 33 s \| \| \| 5.ª \| Ruth Winder \| UnitedHealthcare Women's Team \| + 37 s \| \| \| 6.ª \| Arlenis Sierra \| Astana Women's Team \| + 40 s \| \| \| 7.ª \| Lauren Stephens \| Tibco-Silicon Valley Bank \| + 53 s \| \| \| 8.ª \| Coryn Rivera \| Sunweb \| + 59 s \| \| \| 9.ª \| Alena Amialiusik \| Canyon-SRAM Racing \| + 1 min 17 s \| \| \| 10.ª \| Martina Ritter \| Drops \| + 1 min 26 s \| \| |                         |                               |                 |
| |                         |                               |                 |
| Fuentes: s_Race_empowered_2017_Stage_2 ProCyclingStats Cycling Quotient |                         |                               |                 |
| Clasificación general |                         |                               |                 |
| Ciclista | Ciclista                | Equipo                        | Tiempo          |
| 1.ª | Katie Hall              | UnitedHealthcare Women's Team | 6 h 13 min 54 s |
| 2.ª | Anna van der Breggen    | Boels Dolmans                 | + 3 s           |
| 3.ª | Megan Guarnier          | Boels Dolmans                 | + 29 s          |
| 4.ª | Kristabel Doebel-Hickok | Cylance                       | + 33 s          |
| 5.ª | Ruth Winder             | UnitedHealthcare Women's Team | + 37 s          |
| 6.ª | Arlenis Sierra          | Astana Women's Team           | + 40 s          |
| 7.ª | Lauren Stephens         | Tibco-Silicon Valley Bank     | + 53 s          |
| 8.ª | Coryn Rivera            | Sunweb                        | + 59 s          |
| 9.ª | Alena Amialiusik        | Canyon-SRAM Racing            | + 1 min 17 s    |
| 10.ª | Martina Ritter          | Drops                         | + 1 min 26 s    |

### 3.ª etapa
| \| Clasificación de la etapa \| Clasificación de la etapa \| Clasificación de la etapa \| Clasificación de la etapa \| Clasificación de la etapa \| \| Ciclista \| Ciclista \| Equipo \| Tiempo \| \| \| ------------------------- \| ------------------------- \| ------------------------- \| ------------------------- \| ------------------------- \| \| 1.ª \| Coryn Rivera \| Sunweb \| 2 h 55 min 37 s \| \| \| 2.ª \| Arlenis Sierra \| Astana Women's Team \| + 0 s \| \| \| 3.ª \| Giorgia Bronzini \| Wiggle High5 \| + 0 s \| \| \| 4.ª \| Barbara Guarischi \| Canyon-SRAM Racing \| + 0 s \| \| \| 5.ª \| Amy Pieters \| Boels Dolmans \| + 0 s \| \| \| 6.ª \| Lizzie Williams \| Hagens Berman-Supermint \| + 0 s \| \| \| 7.ª \| Emma White \| Rally Cycling \| + 0 s \| \| \| 8.ª \| Kirsti Lay \| Rally Cycling \| + 0 s \| \| \| 9.ª \| Samantha Schneider \| \| + 0 s \| \| \| 10.ª \| Abby-Mae Parkinson \| Drops \| + 0 s \| \| |                    |                         |                 |
| |                    |                         |                 |
| Fuente: ProCyclingStats |                    |                         |                 |
| Clasificación de la etapa |                    |                         |                 |
| Ciclista | Ciclista           | Equipo                  | Tiempo          |
| 1.ª | Coryn Rivera       | Sunweb                  | 2 h 55 min 37 s |
| 2.ª | Arlenis Sierra     | Astana Women's Team     | + 0 s           |
| 3.ª | Giorgia Bronzini   | Wiggle High5            | + 0 s           |
| 4.ª | Barbara Guarischi  | Canyon-SRAM Racing      | + 0 s           |
| 5.ª | Amy Pieters        | Boels Dolmans           | + 0 s           |
| 6.ª | Lizzie Williams    | Hagens Berman-Supermint | + 0 s           |
| 7.ª | Emma White         | Rally Cycling           | + 0 s           |
| 8.ª | Kirsti Lay         | Rally Cycling           | + 0 s           |
| 9.ª | Samantha Schneider |                         | + 0 s           |
| 10.ª | Abby-Mae Parkinson | Drops                   | + 0 s           |

| \| Clasificación general \| Clasificación general \| Clasificación general \| Clasificación general \| Clasificación general \| \| Ciclista \| Ciclista \| Equipo \| Tiempo \| \| \| --------------------- \| ----------------------- \| ----------------------------- \| --------------------- \| --------------------- \| \| 1.ª \| Katie Hall \| UnitedHealthcare Women's Team \| 9 h 09 min 31 s \| \| \| 2.ª \| Anna van der Breggen \| Boels Dolmans \| + 1 s \| \| \| 3.ª \| Megan Guarnier \| Boels Dolmans \| + 29 s \| \| \| 4.ª \| Arlenis Sierra \| Astana Women's Team \| + 31 s \| \| \| 5.ª \| Kristabel Doebel-Hickok \| Cylance \| + 33 s \| \| \| 6.ª \| Ruth Winder \| UnitedHealthcare Women's Team \| + 37 s \| \| \| 7.ª \| Coryn Rivera \| Sunweb \| + 49 s \| \| \| 8.ª \| Lauren Stephens \| Tibco-Silicon Valley Bank \| + 53 s \| \| \| 9.ª \| Alena Amialiusik \| Canyon-SRAM Racing \| + 1 min 17 s \| \| \| 10.ª \| Martina Ritter \| Drops \| + 1 min 26 s \| \| |                         |                               |                 |
| |                         |                               |                 |
| Fuente: ProCyclingStats |                         |                               |                 |
| Clasificación general |                         |                               |                 |
| Ciclista | Ciclista                | Equipo                        | Tiempo          |
| 1.ª | Katie Hall              | UnitedHealthcare Women's Team | 9 h 09 min 31 s |
| 2.ª | Anna van der Breggen    | Boels Dolmans                 | + 1 s           |
| 3.ª | Megan Guarnier          | Boels Dolmans                 | + 29 s          |
| 4.ª | Arlenis Sierra          | Astana Women's Team           | + 31 s          |
| 5.ª | Kristabel Doebel-Hickok | Cylance                       | + 33 s          |
| 6.ª | Ruth Winder             | UnitedHealthcare Women's Team | + 37 s          |
| 7.ª | Coryn Rivera            | Sunweb                        | + 49 s          |
| 8.ª | Lauren Stephens         | Tibco-Silicon Valley Bank     | + 53 s          |
| 9.ª | Alena Amialiusik        | Canyon-SRAM Racing            | + 1 min 17 s    |
| 10.ª | Martina Ritter          | Drops                         | + 1 min 26 s    |

### 4.ª etapa
| \| Clasificación de la etapa \| Clasificación de la etapa \| Clasificación de la etapa \| Clasificación de la etapa \| Clasificación de la etapa \| \| Ciclista \| Ciclista \| Equipo \| Tiempo \| \| \| ------------------------- \| ------------------------- \| ------------------------- \| ------------------------- \| ------------------------- \| \| 1.ª \| Giorgia Bronzini \| Wiggle High5 \| 1 h 38 min 03 s \| \| \| 2.ª \| Coryn Rivera \| Sunweb \| + 0 s \| \| \| 3.ª \| Kirsten Wild \| Cylance \| + 0 s \| \| \| 4.ª \| Hannah Barnes \| Canyon-SRAM Racing \| + 0 s \| \| \| 5.ª \| Arlenis Sierra \| Astana Women's Team \| + 0 s \| \| \| 6.ª \| Emma White \| Rally Cycling \| + 0 s \| \| \| 7.ª \| Lizzie Williams \| Hagens Berman-Supermint \| + 0 s \| \| \| 8.ª \| Trixi Worrack \| Canyon-SRAM Racing \| + 0 s \| \| \| 9.ª \| Ingrid Drexel \| Tibco-Silicon Valley Bank \| + 0 s \| \| \| 10.ª \| Samantha Schneider \| \| + 0 s \| \| |                    |                           |                 |
| |                    |                           |                 |
| Fuente: s_Race_empowered_2017_Stage_4 ProCyclingStats |                    |                           |                 |
| Clasificación de la etapa |                    |                           |                 |
| Ciclista | Ciclista           | Equipo                    | Tiempo          |
| 1.ª | Giorgia Bronzini   | Wiggle High5              | 1 h 38 min 03 s |
| 2.ª | Coryn Rivera       | Sunweb                    | + 0 s           |
| 3.ª | Kirsten Wild       | Cylance                   | + 0 s           |
| 4.ª | Hannah Barnes      | Canyon-SRAM Racing        | + 0 s           |
| 5.ª | Arlenis Sierra     | Astana Women's Team       | + 0 s           |
| 6.ª | Emma White         | Rally Cycling             | + 0 s           |
| 7.ª | Lizzie Williams    | Hagens Berman-Supermint   | + 0 s           |
| 8.ª | Trixi Worrack      | Canyon-SRAM Racing        | + 0 s           |
| 9.ª | Ingrid Drexel      | Tibco-Silicon Valley Bank | + 0 s           |
| 10.ª | Samantha Schneider |                           | + 0 s           |

## Clasificaciones finales
Las clasificaciones finalizaron de la siguiente forma:

### Clasificación general
| \| Clasificación general \| Clasificación general \| Clasificación general \| Clasificación general \| Clasificación general \| \| Ciclista \| Ciclista \| Equipo \| Tiempo \| \| \| --------------------- \| ----------------------- \| ----------------------------- \| --------------------- \| --------------------- \| \| 1.ª \| Anna van der Breggen \| Boels Dolmans \| 10 h 38 min 33 s \| \| \| 2.ª \| Katie Hall \| UnitedHealthcare Women's Team \| + 1 s \| \| \| 3.ª \| Arlenis Sierra \| Astana Women's Team \| + 31 s \| \| \| 4.ª \| Kristabel Doebel-Hickok \| Cylance \| + 34 s \| \| \| 5.ª \| Ruth Winder \| UnitedHealthcare Women's Team \| + 38 s \| \| \| 6.ª \| Coryn Rivera \| Sunweb \| + 44 s \| \| \| 7.ª \| Lauren Stephens \| Tibco-Silicon Valley Bank \| + 54 s \| \| \| 8.ª \| Alena Amialiusik \| Canyon-SRAM Racing \| + 1 min 39 s \| \| \| 9.ª \| Martina Ritter \| Drops \| + 1 min 42 s \| \| \| 10.ª \| Leah Thomas \| Sho-Air Twenty20 \| + 1 min 58 s \| \| |                         |                               |                  |
| |                         |                               |                  |
| Fuente: ProCyclingStats |                         |                               |                  |
| Clasificación general |                         |                               |                  |
| Ciclista | Ciclista                | Equipo                        | Tiempo           |
| 1.ª | Anna van der Breggen    | Boels Dolmans                 | 10 h 38 min 33 s |
| 2.ª | Katie Hall              | UnitedHealthcare Women's Team | + 1 s            |
| 3.ª | Arlenis Sierra          | Astana Women's Team           | + 31 s           |
| 4.ª | Kristabel Doebel-Hickok | Cylance                       | + 34 s           |
| 5.ª | Ruth Winder             | UnitedHealthcare Women's Team | + 38 s           |
| 6.ª | Coryn Rivera            | Sunweb                        | + 44 s           |
| 7.ª | Lauren Stephens         | Tibco-Silicon Valley Bank     | + 54 s           |
| 8.ª | Alena Amialiusik        | Canyon-SRAM Racing            | + 1 min 39 s     |
| 9.ª | Martina Ritter          | Drops                         | + 1 min 42 s     |
| 10.ª | Leah Thomas             | Sho-Air Twenty20              | + 1 min 58 s     |

### Clasificación por puntos
| Clasificación por puntos | Clasificación por puntos | Clasificación por puntos      | Clasificación por puntos | Clasificación por puntos |
| Ciclista                 | Ciclista                 | Equipo                        | Puntos                   |                          |
| ------------------------ | ------------------------ | ----------------------------- | ------------------------ | ------------------------ |
| 1.ª                      | Arlenis Sierra           | Astana Women's Team           | 38 pts                   |                          |
| 2.ª                      | Coryn Rivera             | Sunweb                        | 34 pts                   |                          |
| 3.ª                      | Anna van der Breggen     | Boels Dolmans                 | 28 pts                   |                          |
| 4.ª                      | Giorgia Bronzini         | Wiggle High5                  | 27 pts                   |                          |
| 5.ª                      | Megan Guarnier           | Boels Dolmans                 | 21 pts                   |                          |
| 6.ª                      | Katie Hall               | UnitedHealthcare Women's Team | 17 pts                   |                          |
| 7.ª                      | Kristabel Doebel-Hickok  | Cylance                       | 15 pts                   |                          |
| 8.ª                      | Ruth Winder              | UnitedHealthcare Women's Team | 14 pts                   |                          |
| 9.ª                      | Kirsten Wild             | Cylance                       | 12 pts                   |                          |
| 10.ª                     | Emma White               | Rally Cycling                 | 11 pts                   |                          |

### Clasificación de la montaña
| Clasificación de la montaña | Clasificación de la montaña | Clasificación de la montaña   | Clasificación de la montaña | Clasificación de la montaña |
| Ciclista                    | Ciclista                    | Equipo                        | Puntos                      |                             |
| --------------------------- | --------------------------- | ----------------------------- | --------------------------- | --------------------------- |
| 1.ª                         | Katie Hall                  | UnitedHealthcare Women's Team | 16 pts                      |                             |
| 2.ª                         | Kristabel Doebel-Hickok     | Cylance                       | 12 pts                      |                             |
| 3.ª                         | Anna van der Breggen        | Boels Dolmans                 | 11 pts                      |                             |
| 4.ª                         | Tayler Wiles                | UnitedHealthcare Women's Team | 6 pts                       |                             |
| 5.ª                         | Juliette Labous             | Sunweb                        | 5 pts                       |                             |
| 6.ª                         | Megan Guarnier              | Boels Dolmans                 | 3 pts                       |                             |
| 7.ª                         | Ruth Winder                 | UnitedHealthcare Women's Team | 3 pts                       |                             |
| 8.ª                         | Scotti Lechuga              | Hagens Berman-Supermint       | 2 pts                       |                             |
| 9.ª                         | Arlenis Sierra              | Astana Women's Team           | 1 pt                        |                             |
| 10.ª                        | Trixi Worrack               | Canyon-SRAM Racing            | 1 pt                        |                             |

### Clasificación de las jóvenes
| Clasificación del mejor joven | Clasificación del mejor joven | Clasificación del mejor joven | Clasificación del mejor joven | Clasificación del mejor joven |
| Ciclista                      | Ciclista                      | Equipo                        | Tiempo                        |                               |
| ----------------------------- | ----------------------------- | ----------------------------- | ----------------------------- | ----------------------------- |
| 1.ª                           | Arlenis Sierra                | Astana Women's Team           | 10 h 48 min 04 s              |                               |
| 2.ª                           | Ruth Winder                   | UnitedHealthcare Women's Team | + 7 s                         |                               |
| 3.ª                           | Coryn Rivera                  | Sunweb                        | + 13 s                        |                               |
| 4.ª                           | Ingrid Drexel                 | Tibco-Silicon Valley Bank     | + 1 min 39 s                  |                               |
| 5.ª                           | Sofia Bertizzolo              | Astana Women's Team           | + 3 min 42 s                  |                               |
| 6.ª                           | Hannah Payton                 | Drops                         | + 4 min 22 s                  |                               |
| 7.ª                           | Abby-Mae Parkinson            | Drops                         | + 4 min 49 s                  |                               |
| 8.ª                           | Hannah Barnes                 | Canyon-SRAM Racing            | + 7 min 41 s                  |                               |
| 9.ª                           | Lara Vieceli                  | Astana Women's Team           | + 8 min 39 s                  |                               |
| 10.ª                          | Kelly Catlin                  | Rally Cycling                 | + 8 min 56 s                  |                               |

### Clasificación por equipos
| Clasificación por equipos | Clasificación por equipos      | Clasificación por equipos | Clasificación por equipos |
| Equipo                    | Equipo                         | Tiempo                    |                           |
| ------------------------- | ------------------------------ | ------------------------- | ------------------------- |
| 1.º                       | UnitedHealthcare               | 32 h 25 min 07 s          |                           |
| 2.º                       | Team Tibco-Silicon Valley Bank | + 2 min 30 s              |                           |
| 3.º                       | Cylance Pro Cycling            | + 4 min 34 s              |                           |
| 4.º                       | Sunweb                         | + 6 min 38 s              |                           |
| 5.º                       | Drops                          | + 6 min 53 s              |                           |
| 6.º                       | Boels Dolmans                  | + 6 min 54 s              |                           |
| 7.º                       | Astana Women's Team            | + 11 min 42 s             |                           |
| 8.º                       | Canyon Sram Racing             | + 11 min 57 s             |                           |
| 9.º                       | Sho-Air Twenty20               | + 14 min 32 s             |                           |
| 10.º                      | Rally Cycling                  | + 17 min 04 s             |                           |

## Evolución de las clasificaciones
| Etapa                   | Vencedor                | Clasificación general | Clasificación por puntos | Clasificación de la montaña | Clasificación de las jóvenes | Clasificación de la combatividad | Clasificación por equipos |
| ----------------------- | ----------------------- | --------------------- | ------------------------ | --------------------------- | ---------------------------- | -------------------------------- | ------------------------- |
| 1.ª                     | Megan Guarnier          | Megan Guarnier        | Megan Guarnier           | Megan Guarnier              | Arlenis Sierra               | Lizzie Williams                  | Cylance Pro Cycling       |
| 2.ª                     | Katie Hall              | Katie Hall            | Anna van der Breggen     | Katie Hall                  | Ruth Winder                  | Juliette Labous                  | UnitedHealthcare          |
| 3.ª                     | Coryn Rivera            | Katie Hall            | Arlenis Sierra           | Katie Hall                  | Arlenis Sierra               | Mandy Heintz                     | UnitedHealthcare          |
| 4.ª                     | Giorgia Bronzini        | Anna van der Breggen  | Arlenis Sierra           | Katie Hall                  | Arlenis Sierra               | Rushlee Buchanan                 | UnitedHealthcare          |
| Clasificaciones finales | Clasificaciones finales | Anna van der Breggen  | Arlenis Sierra           | Katie Hall                  | Arlenis Sierra               | no otorgado                      | UnitedHealthcare          |

## UCI WorldTour Femenino
La Tour de California femenino otorga puntos para el UCI WorldTour Femenino 2017, incluyendo a todas las corredoras de los equipos en las categorías UCI Team Femenino. Las siguientes tablas muestran el baremo de puntuación y las 10 corredoras que obtuvieron más puntos:
| Posición              | 1.ª | 2.ª | 3.ª | 4.ª | 5.ª | 6.ª | 7.ª | 8.ª | 9.ª | 10.ª | 11.ª | 12.ª | 13.ª | 14.ª | 15.ª | 16.ª | 17.ª | 18.ª | 19.ª | 20.ª |
| Clasificación general | 120 | 100 | 85  | 70  | 60  | 50  | 40  | 35  | 30  | 25   | 20   | 18   | 16   | 14   | 12   | 10   | 8    | 6    | 4    | 2    |
| Por etapa             | 25  | 20  | 18  | 16  | 14  | 12  | 10  | 8   | 6   | 4    |      |      |      |      |      |      |      |      |      |      |
| Líder                 | 6   |     |     |     |     |     |     |     |     |      |      |      |      |      |      |      |      |      |      |      |

| Clasificación | Clasificación           | Clasificación                | Clasificación | Clasificación | Clasificación | Clasificación |
| Posición      | Ciclista                | Equipo                       | General       | Etapa         | Líder         | Total         |
| ------------- | ----------------------- | ---------------------------- | ------------- | ------------- | ------------- | ------------- |
| 1.ª           | Anna van der Breggen    | Boels Dolmans                | 120           | 40            | -             | 160           |
| 2.ª           | Arlenis Sierra          | Astana Women's Team          | 85            | 64            | -             | 149           |
| 3.ª           | Katie Hall              | Unitedhealthcare Pro Cycling | 100           | 31            | 12            | 143           |
| 4.ª           | Coryn Rivera            | Team Sunweb                  | 50            | 63            | -             | 113           |
| 5.ª           | Kristabel Doebel-Hickok | Cylance Pro Cycling          | 70            | 32            | -             | 102           |
| 6.ª           | Ruth Winder             | Unitedhealthcare Pro Cycling | 60            | 32            | -             | 92            |
| 7.ª           | Lauren Stephens         | Team TIBCO-SVB               | 40            | 20            | -             | 60            |
| 8.ª           | Megan Guarnier          | Boels Dolmans                | -             | 39            | 6             | 45            |
| 9.ª           | Alena Amialyusik        | Canyon SRAM Racing           | 35            | 8             | -             | 43            |
| 10.ª          | Giorgia Bronzini        | Wiggle High5                 | -             | 43            | -             | 43            |